# Dichaetomyia pallidorsis
Dichaetomyia pallidorsis är en tvåvingeart som beskrevs av Fritz Isidore van Emden 1965. Dichaetomyia pallidorsis ingår i släktet Dichaetomyia och familjen husflugor. Inga underarter finns listade i Catalogue of Life.